# Commequiers

Commequiers este o comună în departamentul Vendée, Franța. În 2009 avea o populație de 2,910 de locuitori.